# Аммал
Аммал (араб.  (عمال‎, фр. Ammal) — коммуна на севере Алжира, на территории вилайета Бумердес, округа Тения.

## Географическое положение
Коммуна находится в северной части вилайета, на высоте 102 метра над уровнем моря.
Коммуна расположена на расстоянии приблизительно 62 километров к востоку от столицы страны Алжира и в 28 километрах к юго-востоку от административного центра вилайета Бумердеса.

## Демография
По состоянию на 2008 год население составляло 8 505 человек.
Динамика численности населения коммуны по годам:
| 1977  | 1987  | 1998  | 2008  |
| ----- | ----- | ----- | ----- |
| 6 326 | 8 992 | 8 568 | 8 505 |